# Salinas (Ecuador)
Salinas es una ciudad ecuatoriana, cabecera cantonal del cantón homónimo, así como la urbe más grande y la menos poblada de la provincia de Santa Elena. Se localiza en el centro-sur de la región litoral del Ecuador, en la puntilla de Santa Elena, que es el extremo occidental del Ecuador continental, a una altitud de 8 m s. n. m. (metros sobre el nivel del mar) y con un clima árido cálido de 24,7 °C en promedio.
Llamada la «Capital del sol» por su privilegiada ubicación geográfica, la urbe es considerada el balneario más importante del país. En el censo de 2022 tenía una población de 35 066 habitantes, lo que la convierte en la cuadragésima cuarta ciudad más poblada del país. La ciudad es uno de los núcleos del área metropolitana de La Puntilla, la cual está constituida además por ciudades y parroquias rurales cercanas, entre las que se destacan La Libertad y Santa Elena. El conglomerado alberga a más de 180 000 habitantes.
Sus orígenes datan del siglo XIX, pero es a mediados del siglo XX, debido al incremento de la actividad turística, cuando presenta un acelerado crecimiento demográfico hasta establecer un poblado urbano, que sería posteriormente, uno de los principales núcleos urbanos de la península. Es uno de los más importantes centros económicos, financieros y comerciales de la provincia. Las actividades principales de la ciudad son el turismo, la pesca, la construcción y la producción de sal.

## Toponimia
El lugar en el que hoy se asienta la ciudad es conocido como «Salinas» desde la época colonial, por las enormes fuentes de sal que se encuentran en el lugar.

## Historia

### Época prehispánica
Salinas tiene que ser analizado culturalmente desde la óptica general del cantón Santa Elena, partiendo del hecho que sus divisiones territoriales son relativamente nuevas. La presencia del hombre en todo este sector que lo ocupan actualmente los cantones de Santa Elena, La Libertad y Salinas indican una ocupación desde el año 8600 a. C. hasta nuestros días.
Los hallazgos fortuitos nos indican la presencia de evidencia cultural más antigua, así, en un derrumbe de tierra debido al oleaje en un aguaje en el año 2005, donde actualmente se remodela una parte del Malecón, fue encontrada una vasija pequeña de cerámica de la fase III de la cultura Valdivia; donde se construye un moderno edificio, en las calles Malecón y Armando López Pazmiño, se encontraron dos cuencos de cerámica con pintura iridiscente que corresponden a la cultura Engoroy (1200 a. C.-500 a. C.) del periodo Formativo tardío.
Otra evidencia cultural registrada en el cantón, la tenemos en el barrio de San Lorenzo, desde el entre las calles el Malecón desde la calle Marcial Romero Palomo -Hotel Barceló-Colón Miramar -hasta la calle Armando López Pazmiño –Capitanía de Puerto, en sentido este-oeste hasta la calle General Enríquez Gallo, o sea la segunda calle, atrás del Malecón, tenemos un yacimiento arqueológico de filiación cultural Huancavilca (500 d. C.-1533). En el patio donde se encuentra el museo Salinas Siglo XXI, en las calles Malecón y Guayas y Quil, las evidencias culturales encontradas corresponden a vasijas grandes o urnas funerarias con sus respectivos entierros, fragmentos de valvas devastadas y cuentas de concha Spondylus para ser usadas en los adornos de uso personal. El hallazgo más importante corresponde a un pito zoomorfo; todos estos hallazgos pertenecen a la cultura Huancavilca del periodo de Integración. También es de mencionar que mientras se realizaban los trabajos de canalización pudimos encontrar parte de la vía que comunicaba Salinas con La Libertad, camino hecho de tierra brea.

### Época republicana

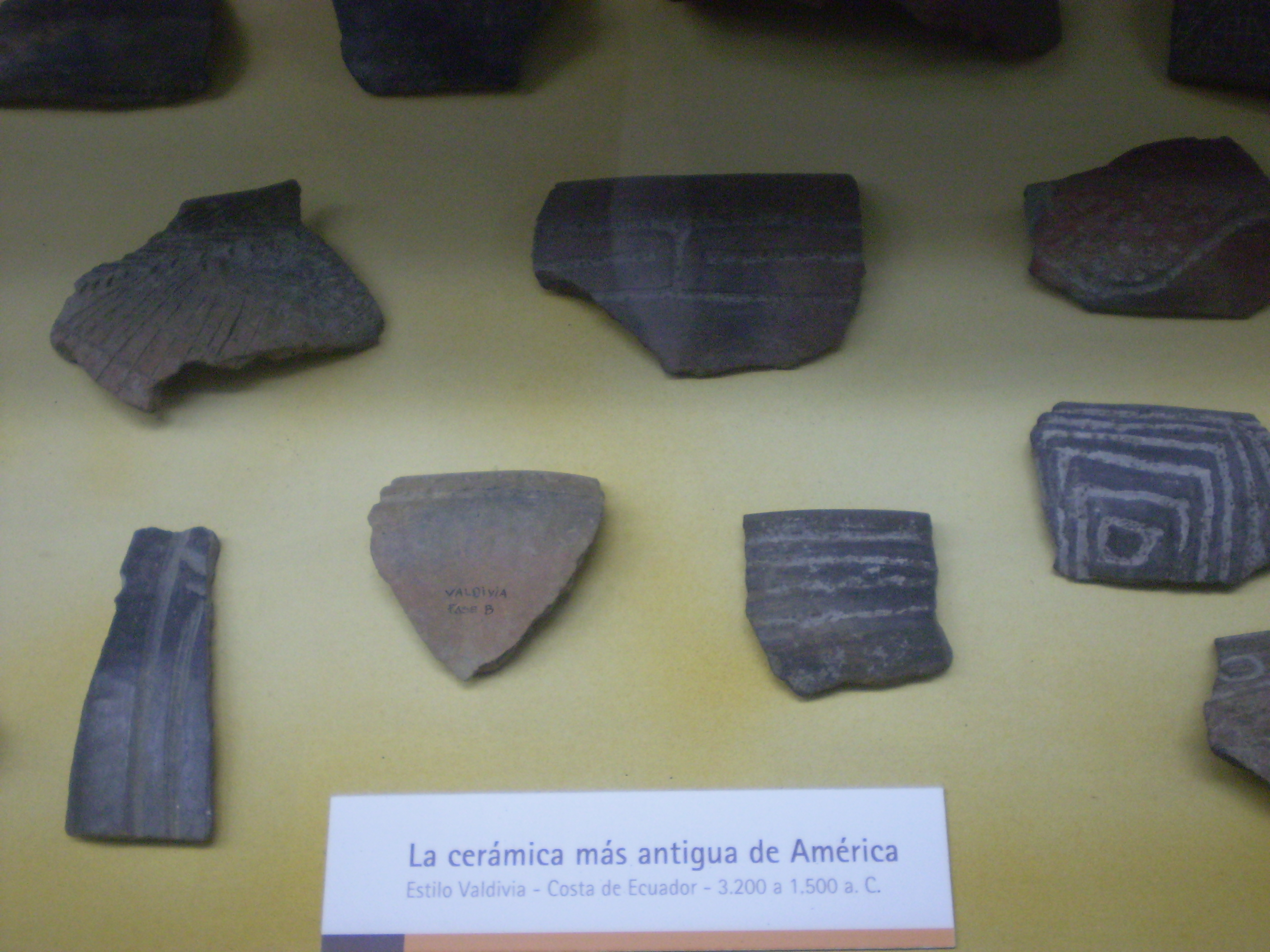
La cerámica valdiviana es la más antigua de América. Restos de cerámica valdiviana en el Museo de La Plata (Argentina).

A finales del siglo XIX y a principios del siglo XX, la población de la zona estuvo conformada de pescadores artesanales en su gran mayoría, hasta que el 30 de junio de 1929 fue creada como parroquia rural del cantón Santa Elena, al que perteneció hasta el 22 de diciembre de 1937, en que por decreto oficial firmado por el jefe supremo, Gral. Alberto Enríquez Gallo y publicado en el Registro Oficial N.º 52 del 27 de diciembre de ese año, fue elevada a la categoría de cantón.
A partir de los años 40, con el asentamiento de militares norteamericanos en Chipipe, la construcción del Yatch Club y la construcción de grandes edificios, se impulsó el asentamiento de capitales y por crecimiento acelerado de la ciudad hasta nuestros días.

## Geografía
La ciudad se ubica en la parte occidental de la provincia de Santa Elena, en la puntilla de Santa Elena, que es el extremo occidental del Ecuador continental. Esta zona es muy seca, por lo que posee pampas salineras y las lluvias son algo escasas. Las elevaciones de Salinas son muy pequeñas destacándose: la colina de «Punta Carnero» y el cerro de Salinas. Además, la ciudad posee «La Puntilla», una pequeña porción de tierra que se adentra en el océano Pacífico.

### Clima
De acuerdo con la clasificación climática de Köppen, Salinas experimenta un clima árido cálido (BWh), el cual se caracteriza por las temperaturas altas. Debido a que las estaciones del año no son sensibles en la zona ecuatorial, tiene exclusivamente dos estaciones: un poco pluvioso y cálido invierno, que va de diciembre a mayo, y un "verano" seco y ligeramente más fresco, entre junio y noviembre. Su temperatura promedio anual es de 24,7 °C; con un promedio de 27,6 °C, marzo es el mes más cálido, mientras septiembre es el mes más frío, con 22 °C en promedio. Si bien la temperatura real no es extremadamente alta, la humedad hace que la sensación térmica se eleve hacia los 35 °C o más. Hay una diferencia de apenas 60 mm de precipitación entre los meses más secos y los más húmedos; marzo (7 días) tiene los días más lluviosos por mes en promedio, mientras en julio hay una absolta escasez de lluvia. La humedad relativa también es constante, con un promedio anual de 81 %.
| Parámetros climáticos promedio de Salinas, Ecuador                    | Parámetros climáticos promedio de Salinas, Ecuador | Parámetros climáticos promedio de Salinas, Ecuador | Parámetros climáticos promedio de Salinas, Ecuador | Parámetros climáticos promedio de Salinas, Ecuador | Parámetros climáticos promedio de Salinas, Ecuador | Parámetros climáticos promedio de Salinas, Ecuador | Parámetros climáticos promedio de Salinas, Ecuador | Parámetros climáticos promedio de Salinas, Ecuador | Parámetros climáticos promedio de Salinas, Ecuador | Parámetros climáticos promedio de Salinas, Ecuador | Parámetros climáticos promedio de Salinas, Ecuador | Parámetros climáticos promedio de Salinas, Ecuador | Parámetros climáticos promedio de Salinas, Ecuador |
| Mes                                                                   | Ene.                                               | Feb.                                               | Mar.                                               | Abr.                                               | May.                                               | Jun.                                               | Jul.                                               | Ago.                                               | Sep.                                               | Oct.                                               | Nov.                                               | Dic.                                               | Anual                                              |
| --------------------------------------------------------------------- | -------------------------------------------------- | -------------------------------------------------- | -------------------------------------------------- | -------------------------------------------------- | -------------------------------------------------- | -------------------------------------------------- | -------------------------------------------------- | -------------------------------------------------- | -------------------------------------------------- | -------------------------------------------------- | -------------------------------------------------- | -------------------------------------------------- | -------------------------------------------------- |
| Temp. máx. abs. (°C)                                                  | 35                                                 | 36                                                 | 36                                                 | 35                                                 | 34                                                 | 30                                                 | 29                                                 | 29                                                 | 30                                                 | 31                                                 | 32                                                 | 33                                                 | 36                                                 |
| Temp. máx. media (°C)                                                 | 30.5                                               | 33.6                                               | 33.6                                               | 32.8                                               | 31.6                                               | 30.5                                               | 25.6                                               | 23.4                                               | 23.6                                               | 24.5                                               | 27.3                                               | 28.8                                               | 28.8                                               |
| Temp. media (°C)                                                      | 26.3                                               | 27.4                                               | 27.6                                               | 26.8                                               | 26.0                                               | 24.3                                               | 23.2                                               | 22.0                                               | 22.6                                               | 22.6                                               | 23.2                                               | 24.8                                               | 24.7                                               |
| Temp. mín. media (°C)                                                 | 24.3                                               | 25.5                                               | 26.5                                               | 25.5                                               | 24.8                                               | 23.7                                               | 22.7                                               | 20.3                                               | 21.2                                               | 21.6                                               | 22.3                                               | 23.6                                               | 23.5                                               |
| Precipitación total (mm)                                              | 15                                                 | 25                                                 | 60                                                 | 15                                                 | 1                                                  | 0.4                                                | 0.0                                                | 0.3                                                | 0.6                                                | 0.8                                                | 0.8                                                | 1                                                  | 119.9                                              |
| Días de precipitaciones (≥ 1 mm)                                      | 5                                                  | 6                                                  | 7                                                  | 4                                                  | 0                                                  | 0                                                  | 0                                                  | 0                                                  | 0                                                  | 0                                                  | 0                                                  | 1                                                  | 23                                                 |
| Horas de sol                                                          | 140                                                | 140                                                | 175                                                | 185                                                | 170                                                | 125                                                | 120                                                | 120                                                | 115                                                | 125                                                | 140                                                | 150                                                | 1705                                               |
| Humedad relativa (%)                                                  | 80                                                 | 81                                                 | 79                                                 | 79                                                 | 80                                                 | 82                                                 | 84                                                 | 84                                                 | 83                                                 | 83                                                 | 80                                                 | 80                                                 | 81.3                                               |
| Fuente: Climate-data.org, Climas y viajes, Guía de climas en el mundo |                                                    |                                                    |                                                    |                                                    |                                                    |                                                    |                                                    |                                                    |                                                    |                                                    |                                                    |                                                    |                                                    |

## Política
Territorialmente, la ciudad de Salinas está organizada en 4 parroquias urbanas, mientras que existen 2 parroquias rurales con las que complementa el aérea total del Cantón Salinas. El término «parroquia» es usado en el Ecuador para referirse a territorios dentro de la división administrativa municipal.
La ciudad de y el cantón Salinas, al igual que las demás localidades ecuatorianas, se rige por una municipalidad según lo previsto en la Constitución de la República. El Gobierno Autónomo Descentralizado Municipal de Salinas, es una entidad de gobierno seccional que administra el cantón de forma autónoma al gobierno central. La municipalidad está organizada por la separación de poderes de carácter ejecutivo representado por el alcalde, y otro de carácter legislativo conformado por los miembros del concejo cantonal.
La Municipalidad de Salinas, se rige principalmente sobre la base de lo estipulado en los artículos 253 y 264 de la Constitución Política de la República y en la Ley de Régimen Municipal en sus artículos 1 y 16, que establece la autonomía funcional, económica y administrativa de la Entidad.

### Alcaldía

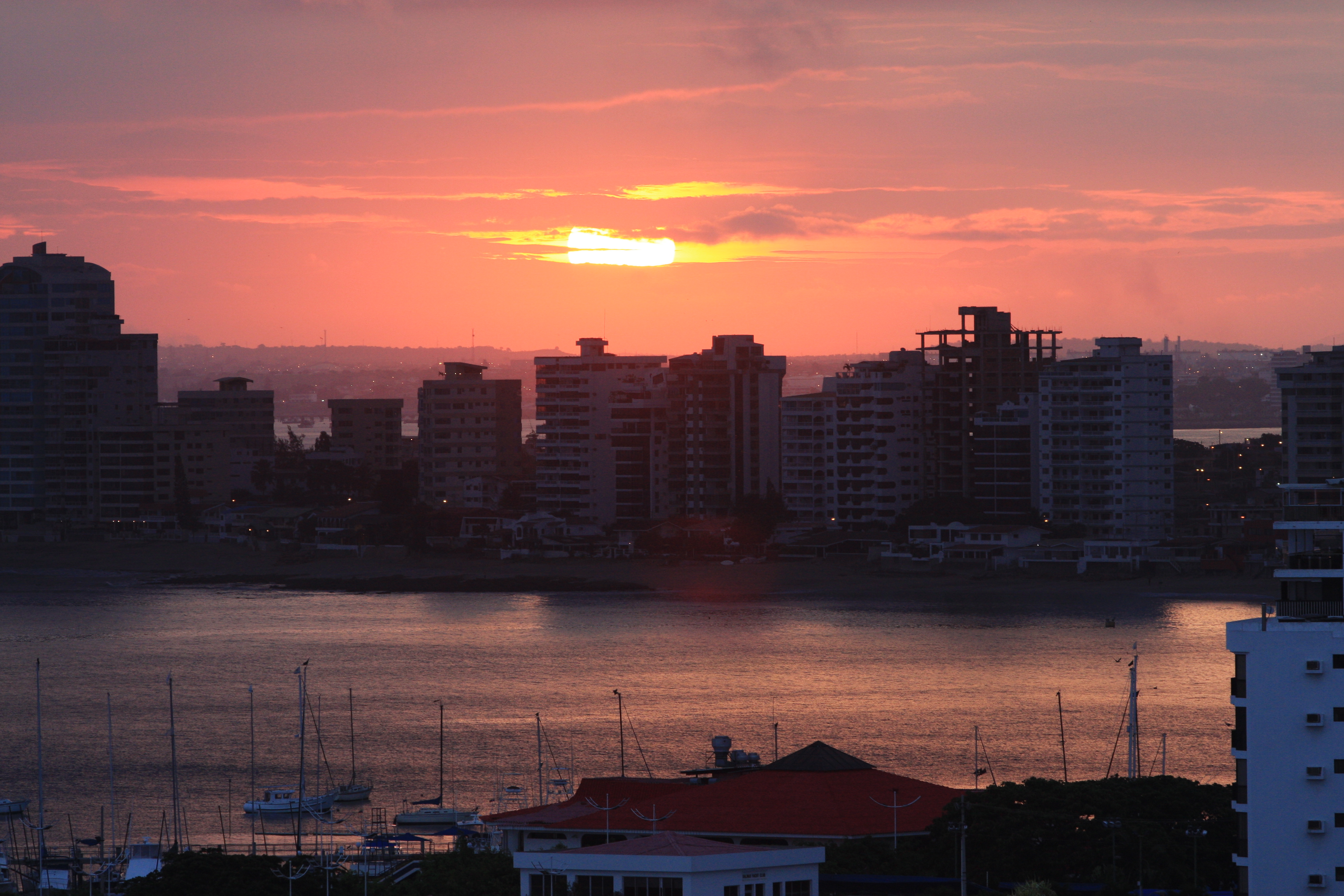
La Ruta del Sol

El poder ejecutivo de la ciudad es desempeñado por un ciudadano con título de alcalde del Cantón Salinas, el cual es elegido por sufragio directo en una sola vuelta electoral, sin fórmulas o binomios en las elecciones municipales. El vicealcalde no es elegido de la misma manera, ya que una vez instalado el Concejo Cantonal se elegirá entre los ediles un encargado para aquel cargo. El alcalde y el vicealcalde duran cuatro años en sus funciones, y en el caso del alcalde, tiene la opción de reelección inmediata o sucesiva. El alcalde es el máximo representante de la municipalidad y tiene voto dirimente en el concejo cantonal, mientras que el vicealcalde realiza las funciones del alcalde de modo suplente mientras no pueda ejercer sus funciones el alcalde titular.
El alcalde cuenta con su propio gabinete de administración municipal mediante múltiples direcciones de nivel de asesoría, de apoyo y operativo. Los encargados de aquellas direcciones municipales son designados por el propio alcalde. Actualmente, el alcalde de Salinas es Dennis Córdova, elegido para el periodo 2023-2027.

### Concejo cantonal
El poder legislativo de la ciudad es ejercido por el Concejo Cantonal de Salinas el cual es un pequeño parlamento unicameral que se constituye al igual que en los demás cantones mediante la disposición del artículo 253 de la Constitución Política Nacional. De acuerdo a lo establecido en la ley, la cantidad de miembros del concejo representa proporcionalmente a la población del cantón.
Salinas posee 7 concejales, los cuales son elegidos mediante sufragio (Sistema D'Hondt) y duran en sus funciones cuatro años pudiendo ser reelegidos indefinidamente. De los 7 ediles, 4 representan a la población urbana mientras que 3 representan a las 2 parroquias rurales. El alcalde y el vicealcalde presiden el concejo en sus sesiones. Al recién instalarse el concejo cantonal por primera vez los miembros eligen de entre ellos un designado para el cargo de vicealcalde de la ciudad.

### División Política
El cantón se divide en parroquias que pueden ser urbanas o rurales y son representadas por los Gobiernos Parroquiales ante la Alcaldía de Salinas. La urbe tiene cuatro parroquias urbanas:
- Alberto Enríquez Gallo
- Carlos Espinosa Larrea
- Santa Rosa
- Vicente Rocafuerte

## Turismo

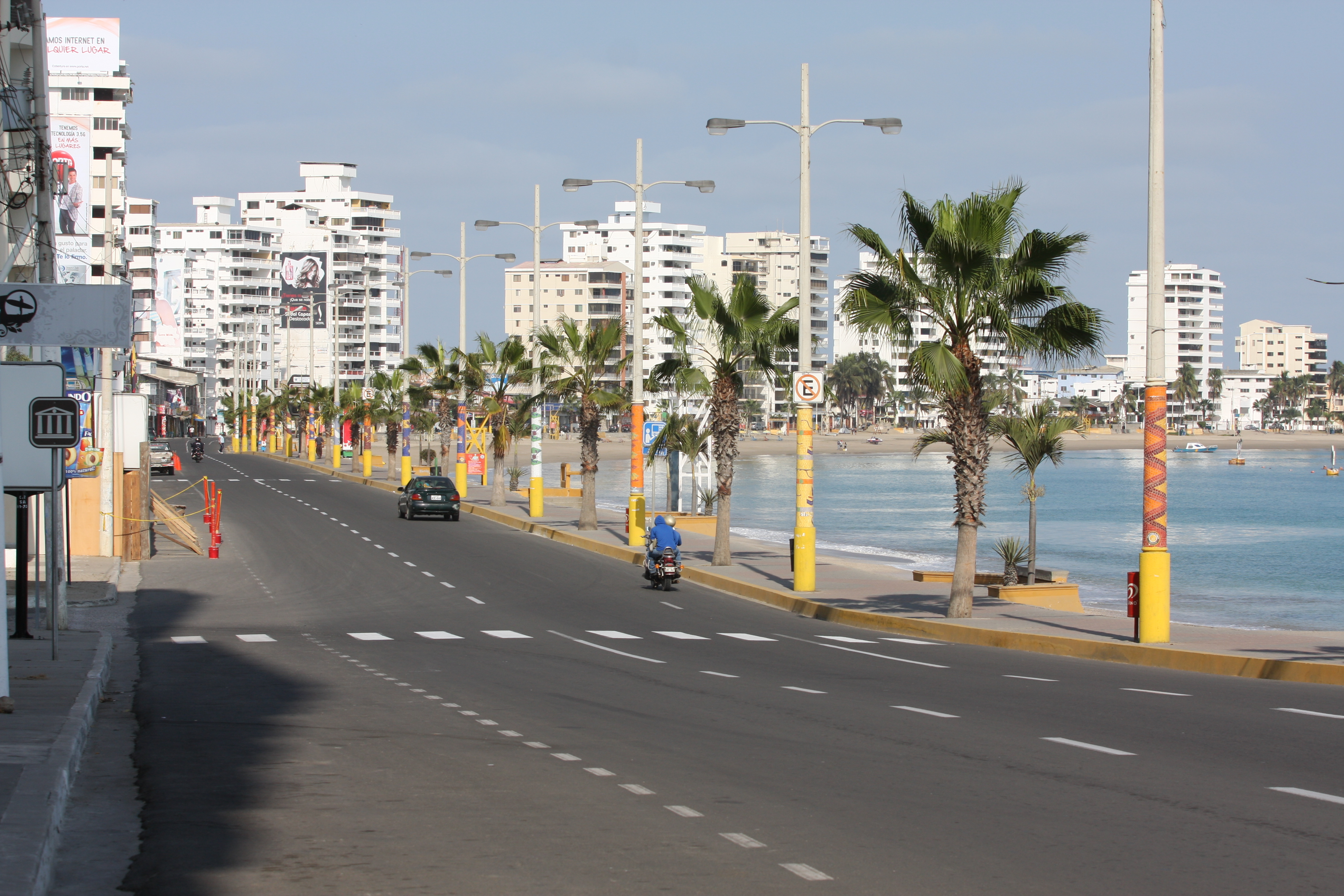
Malecón de Salinas

El turismo en una de las industrias más vitales de Salinas y, desde los últimos años, se encuentra en constante cambio e innovación. La ciudad se encuentra con una creciente reputación como destino turístico por su privilegiada ubicación, a orillas del mar. A través de los años, Salinas ha incrementado notablemente su oferta turística; actualmente, el índice turístico creció gracias a la campaña turística emprendida por el gobierno nacional, All you need is Ecuador. El turismo de la ciudad se enfoca en su belleza natural. La ciudad es considerada el balneario más importante, popular y visitado del Ecuador, por sus hermosas y acogedoras playas, hoteles de primera categoría, clubes, bares, discotecas y centros deportivos para el turista. Entre los atractivos turísticos de Salinas se destacan:
- Playa de Chipipe: es la playa más ancha, conocida y segura de la zona, posee escasas olas por lo que es recomendable para niños y personas inexpertas. Sus tranquilas aguas azules, las aves, la playa y los altos edificios a su lado hacen del lugar un paisaje muy atractivo. En el medio de la playa se encuentra el Salinas Yacht Club. Es posible realizar snorkeling.[9][10]
- Playa de San Lorenzo: esta playa ofrece olas grandes, por lo que es ideal para la práctica del surf, Aquí hay una variedad de artesanías y actividad pesquera. En esta playa hay numerosos cangrejos que, al acercarse una persona, se ocultan en agujeros hechos en la arena por ellos mismo.[11]
- Playa de Mar Bravo: en esta playa está prohibido bañarse, porque sus aguas son muy peligrosas. Las puestas de sol son el atractivo principal del lugar.[12]
- La Chocolatera: está ubicada en la Base Naval de Salinas. Es el extremo occidental de la ciudad, el cantón, la provincia y del país. Se llama Chocolatera por la forma en que las olas revientan en las cuevas existentes, formando espuma y vapor como una taza de chocolate. Cuenta con una colonia de 20 lobos marinos y un faro.[13] Forma parte de la Reserva de Producción Faunística Marino Costero Puntilla Santa Elena.
- Las piscinas de Ecuasal: Son pozos de sal que dan el nombre de Salinas a la ciudad. Además, el  sitio es un probablemente la zona de mayor importancia para aves migratorias y congretorias del país, con un total de 140 especies descritas.
- Museo Salinas Siglo XXI: ubicado en las calles Malecón y Guayas y Quil, es conocido como «El museo de la Gran Península». La sala arqueológica presenta una muestra completa de las culturas que se asentaron en esta gran península, bienes de las culturas valdivia, machalilla y engoroy (Chorrera) del periodo Formativo (4200 a. C.-500 a. C.), huangala y jambelí del periodo Desarrollo Regional (500 a. C.-500) y manteño-huancavilca del periodo de Integración (500-1530), donde se destacan estatuillas antropomorfas y zoomorfas, vasijas ceremoniales y utilitarias, botellas silbato, hachas de piedra, collares con cuentas de Spondylus, pitos y ocarinas y una diversidad de sellos tanto cilíndricos como planos. La sala naval exhibe una maqueta de una balsa manteña-huancavilca, reproducida de acuerdo a la descripción de Sámano de 1526. Los huancavilcas llevaban en sus grandes balsas vasijas de color negra, manos y metates de piedra para la molienda de granos; pesos esféricos de piedra para las redes y ojivales para los buzos los cuales sirvieron también para golpear y desprender las conchas Spondylus adheridas a las rocas; objetos de cobre como hachas con mango y hachas monedas y, de concha Spondylus, cuentas de formas circulares y rectangulares las que eran comercializadas junto con el material de cobre, en México y Perú, son las evidencias de los últimos mil años de navegación en el país. Una maqueta que reproduce el galeón Jesús María de la Limpia Concepción más conocido como «La Capitana», nos traslada a la época de la Colonia y en las vitrinas se exhibe lo rescatado en dicho galeón que encalló en 1654 en las costas de Chanduy. Monedas de 1, 2, 4, y 8 reales llamadas macuquinas o machacadas fueron hechas en plata y trasladadas en las embarcaciones hasta Panamá y de allí al Caribe para ser llevadas a Europa; Fragmentos de cubiertos y platos de plata y de cerámica conocida como mayólica, barras de estaño, de plata, balas de cañón tanto de bronce como de hierro y las de plomo para los mosquetes. Una cruz de oro con inscripciones en latín, un arete con perla, bases de mechero y candelabro de plata, una hebilla, pendientes de metal y de agate corresponden al material de uso personal usado por los pasajeros que viajaban en esta nave y que encalló frente a las costas del poblado El Real.

## Demografía

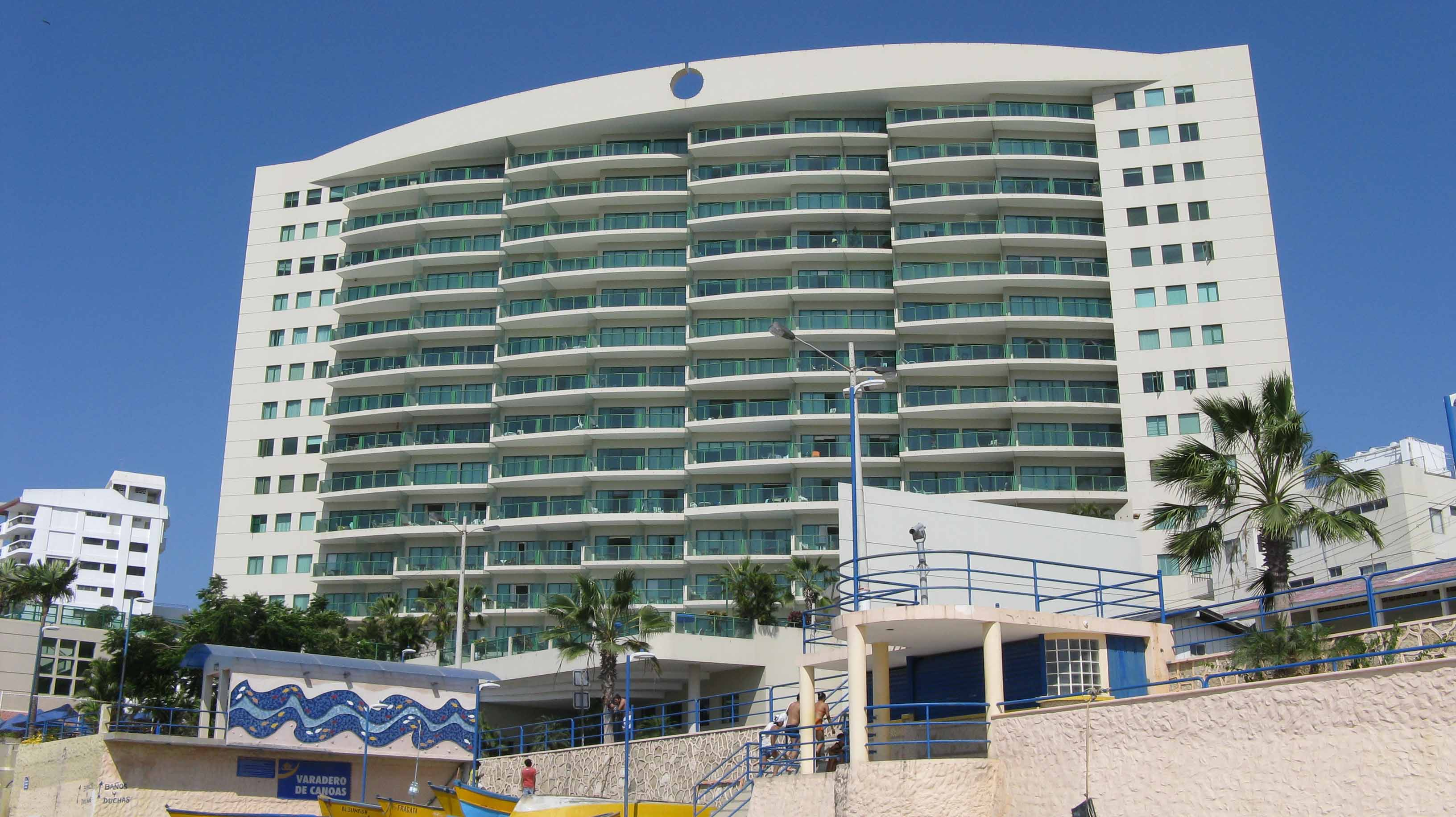
Hotel Barceló Colón Miramar

La ciudad de Salinas tiene 35 066 habitantes según el VIII censo de población realizado por el INEC en el 2022. Está fusionada con la parroquia rural de José Luis Tamayo y con la ciudad de La Libertad formando parte del conglomerado urbano de la puntilla de Santa Elena, junto con La Libertad, Santa Elena, José Luis Tamayo y Ballenita.

## Transporte
La ciudad está comunicada con Guayaquil a través de la Autovía de pago Guayaquil-Salinas y la carretera antigua que es sin pago, en un viaje aproximado de 1 hora con 30 minutos. Si se  desea viajar a Salinas en bus, se puede hacer tomando desde el Terminal Terrestre de Guayaquil las cooperativas Costa Azul y CLP.
También existe dos vuelos desde Quito operados por la compañía TAME el tiempo de vuelo aproximadamente 1 hora con 10 minutos y llega al Aeropuerto General Ulpiano Páez de Salinas.
Por vía marítima se puede llegar al puerto de Salinas procedente de otros puertos costeros del Ecuador a través de las embarcaciones de la Armada que cumplen ese servicio, o bien mediante cruceros internacionales procedentes de otras playas del Pacífico.

### Avenidas importantes
- Carlos Espinoza Larrea
- Malecón
- Eloy Alfaro
- General Enríquez Gallo
- Jaime Roldós Aguilera
- Diagonal Los Almendros
- 22 de Diciembre

## Economía

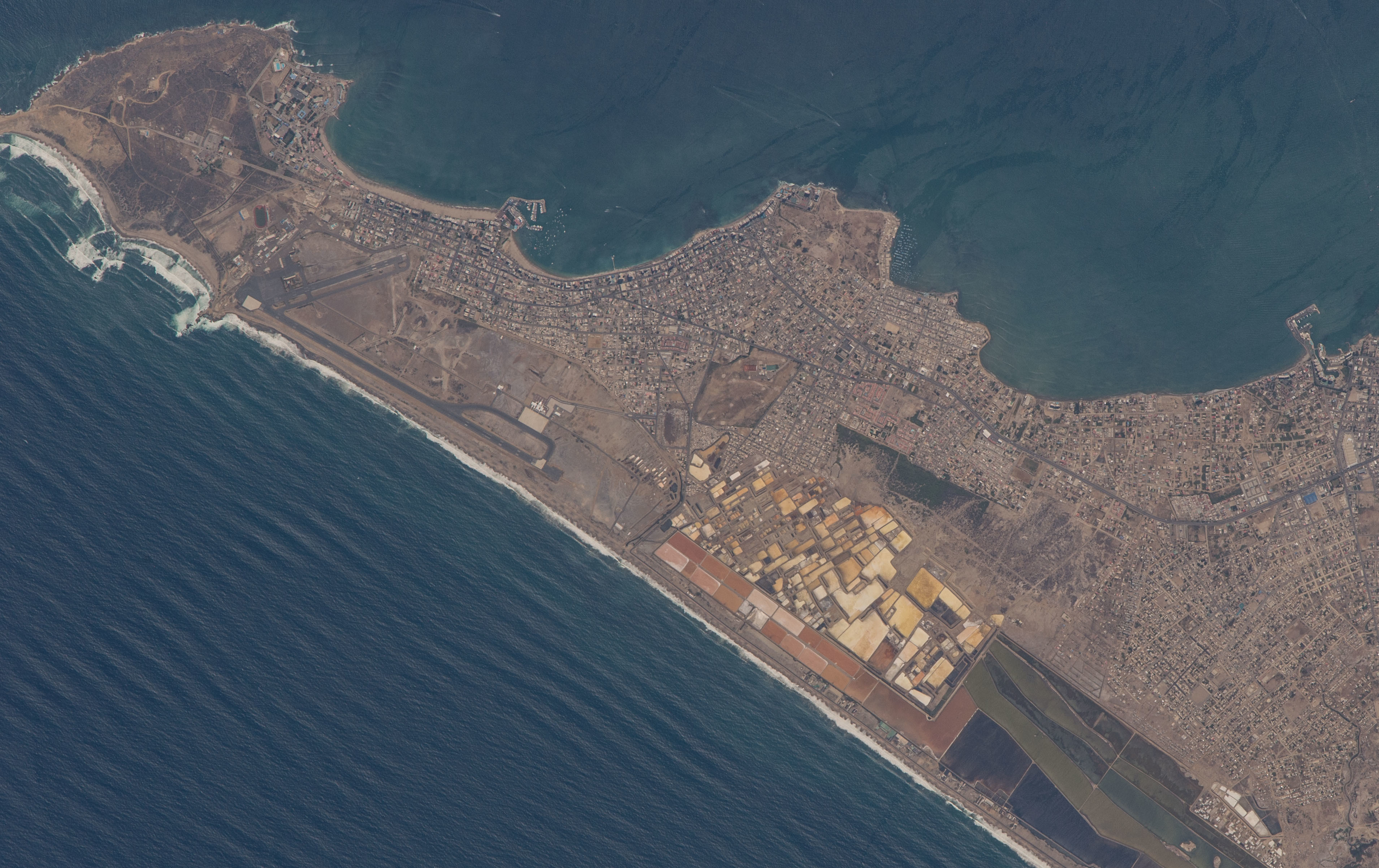
Vista aérea de la ciudad de Salinas

Los recursos económicos de la población provienen del trabajo en la Refinería Estatal Petrolera de la Libertad. Además se dedican a la explotación de pozos de sal. La pesca es una actividad económica importante.
El turismo, la industria pesquera y el comercio son las actividades más importantes de la economía del más bello balneario del Ecuador que hoy proyecta una imagen moderna que atrae el turismo nacional e internacional. El comercio es la complementaria para comercializar los productos hacia las ciudades, como de estas para cubrir las necesidades internas del cantón. La pesca artesanal de mar es significativa tanto en el consumo doméstico como en la industria peninsular. Las aguas del océano son ricas en productos marinos como peces, camarones, langostas, pulpos, conchas, cangrejos, ostiones, etc.
La actividad comercial y los beneficios que brindan se ven también a nivel corporativo, las oportunidades del sector privado al desarrollar modelos de negocios que generen valor económico, ambiental y social, están reflejadas en el desarrollo de nuevas estructura, la inversión privada ha formado parte en el proceso del crecimiento de la ciudad, los proyectos inmobiliarios, urbanizaciones privadas, y oficinas, han ido en aumento, convirtiendo a la ciudad en un punto estratégico y atractivo para hacer negocios en la provincia.

## Medios de comunicación
La ciudad posee una red de comunicación en continuo desarrollo y modernización. En la ciudad se dispone de varios medios de comunicación como prensa escrita, radio, televisión, telefonía, Internet y mensajería postal.
- Telefonía: Si bien la telefonía fija se mantiene aún con un crecimiento periódico, esta ha sido desplazada muy notablemente por la telefonía celular, tanto por la enorme cobertura que ofrece y la fácil accesibilidad. Existen 3 operadoras de telefonía fija, CNT (pública), TVCABLE y Claro (privadas) y cuatro operadoras de telefonía celular, Movistar, Claro y Tuenti (privadas) y CNT (pública).
- Radio: Dentro de esta lista se menciona una gran cantidad de sistemas radiales de transmisión nacional y local e incluso de cantones vecinos.
- Medios televisivos: La mayoría son nacionales, aunque se ha incluido canales locales recientemente. El apagón analógico se estableció para el 31 de diciembre de 2019.

## Deporte
La Liga Deportiva Cantonal de Salinas es el organismo rector del deporte en la urbe. El deporte más popular en la ciudad, al igual que en todo el país, es el fútbol, siendo el deporte con mayor convocatoria. Actualmente existen dos equipos de fútbol salinenses activos en la Asociación de Fútbol No Amateur de Santa Elena: el Club Deportivo Juvenil Carlos Borbor Reyes y el Club Atlético Porteño. Al ser un poblado pequeño en la época de las fundaciones de los grandes equipos del país, Salinas carece de un equipo simbólico de la ciudad, por lo que sus habitantes son aficionados en su mayoría de los clubes guayaquileños: Barcelona Sporting Club y Club Sport Emelec.
El principal recinto deportivo para la práctica del fútbol es el Estadio Deportivo Camilo Gallegos Domínguez, ubicado en la avenida Carlos Espinoza Larrea. Fue inaugurado el 15 de marzo de 1975 y es usado mayoritariamente para la práctica del fútbol; tiene capacidad para 5000 espectadores. El estadio es sede de distintos eventos deportivos a nivel local, así como es escenario para varios eventos de tipo cultural, especialmente conciertos musicales (que también se realizan en el Coliseo Jaime Roldós Aguilera de Salinas).

## Ciudades hermanas
| Ciudad               | División administrativa | País           | Ref.   |
| -------------------- | ----------------------- | -------------- | ------ |
| Salisbury (Maryland) | Estado de Maryland      | Estados Unidos | [ 14 ] |